# Cantone di Aix-les-Bains-Centre
Il Cantone di Aix-les-Bains-Centre era un divisione amministrativa dell'arrondissement di Chambéry.
È stato soppresso a seguito della riforma complessiva dei cantoni del 2014, che è entrata in vigore con le elezioni dipartimentali del 2015.
Comprendeva solo parte della città di Aix-les-Bains.